# Ahuachapán
Ahuachapán è il capoluogo del dipartimento di Ahuachapán, in El Salvador, a pochi km dal confine col Guatemala.
Tra le altre cose, il comune è famoso per le locali attività geotermali.

## Geografia antropica

### Suddivisioni amministrative
Il comune è diviso in 28 cantones: Ashapuco, Chancuyo, Chipilapa, Cuyanausul, El Anonal, El Roble, El Tigre, El Barro, Guayaltepec, La Coyotera, La Danta, La Montañita, Las Chinamas (Puesto Fronterizo), Llano de Doña María, Llano de La Laguna o El Espino, Loma de La Gloria, Los Huatales, Los Magueyes, Los Toles, Nejapa, Palo Pique, Río Frío, San Lázaro, San Ramón, Santa Cruz, Santa Rosa Acacalco, Suntecumat e Tacubita.